# Eois lunifera
Eois lunifera är en fjärilsart som beskrevs av Paul Dognin 1912. Eois lunifera ingår i släktet Eois och familjen mätare. Inga underarter finns listade i Catalogue of Life.